# Yōichi Amano
Yōichi Amano (天野 洋一, Amano Yōichi) (Okayama, 22 giugno 1981) è un fumettista giapponese.
Il manga che probabilmente lo ha reso più conosciuto è Akaboshi - Ibun Suikoden, pubblicato sulla rivista Weekly Shōnen Jump.
È stato assistente di Hideaki Sorachi (Gintama) e  Tōru Uchimizu (Agrippa)

## Opere
- Over Time: pubblicato nel 2006, conta 3 volumi.
- Season Call: (2007, one-shot)
- Akaboshi - Ibun Suikoden: iniziato nel maggio 2009 e terminato nel novembre dello stesso anno, conta 3 volumi.
- Examurai: pubblicato nel 2010 con testi di Higarashi Hiroyuki e Matsuda Makoto, conta 2 volumi.
- Selling Me Softly (2011, one-shot)
- Aruberi to Aware na Akumatsuki (2013, one-shot)
- Ana no mujina: pubblicato nel 2014, conta 4 volumi.
- Stealth Symphony: pubblicato nel 2014 con testi di Ryōgo Marita, conta 3 volumi.
- ANIMORED!!! (2016, one-shot)
- Usagi to Kame to Strike (2016, one-shot)
- Mist Gears Blast: pubblicato nel 2018 con testi di Hajime Tanaka, conta 2 volumi.
- Asobi mono
- Dragon Quest Treasures: Another Adventure - Fadora no Takarajima: pubblicato dal 2022 al 2024, conta 3 volumi.
- Apple (2024, one-shot)